# Bernard Delmez
Bernard Delmez (Lier, 31 mei 1909 - Aldaar, 24 december 1982) was een Belgisch voetballer die speelde als aanvaller. Hij speelde in Eerste klasse bij K. Lierse SK en was in 1932 Belgisch topschutter.

## Loopbaan
Delmez debuteerde in het eerste elftal van K. Lierse SK in 1930 als centervoor en vormde samen met Bernard Voorhoof een gouden aanvalsduo. In het seizoen 1931/32 werd de ploeg landskampioen en Delmez werd topschutter in de Eerste klasse met 26 doelpunten. Na het kampioenenjaar sukkelde hij met zijn knie en kon daardoor nog amper spelen. De ploeg daarentegen bleef zonder Delmez steeds goed presteren met telkens een plaats in de top vijf in de eindrangschikking. In 1935 stopte hij dan ook op het hoogste niveau.
Hoewel hij topschutter was in Eerste klasse werd Delmez nooit geselecteerd voor een wedstrijd met het Belgisch voetbalelftal. Hij was wel enkele malen B-international.In totaal speelde hij 35 wedstrijden en scoorde 32 keer.